# Alt-lite
El alt-lite, también conocido como alt-light y la nueva derecha, es un movimiento político de derecha vagamente definido cuyos miembros se consideran separados tanto del conservadurismo convencional como de la perspectiva nacionalista blanca de extrema derecha característica de la derecha alternativa, estando algo entre ellos en cuanto a puntos de vista culturales. El concepto se asocia principalmente a Estados Unidos, donde surgió en 2017.
Según Oren Segal de la Liga Antidifamación, la alt-lite "opera en la órbita de la derecha alternativa" y, a veces, puede que no sea posible notar la diferencia entre las agrupaciones, ya que hay un cruce significativo. Otros lo han descrito como una rama de la derecha alternativa, en el sentido de que afirma rechazar la política de identidad, incluido el nacionalismo blanco y el racismo de la derecha alternativa, aunque comparten otras características y creencias clave.

## Historia
El término "derecha alternativa" fue acuñado por Paul Gottfried, pero luego fue adoptado por Richard B. Spencer, quien trató de usarlo para promover ideas nacionalistas blancas en la derecha política de los Estados Unidos. Sin embargo, quedaron opiniones divergentes sobre el término; algunos lo entendieron como un término general para una amplia gama de derechistas fuera del neoconservadurismo entonces dominante en el movimiento conservador estadounidense, incluidos paleoconservadores, libertarios, localistas y populistas de derecha, así como nacionalistas blancos. Para 2010, muchos de los derechistas nacionalistas no blancos que usaron el término se distanciaron de él después de que se hizo cada vez más evidente que Spencer pretendía que el término fuera una bandera del nacionalismo blanco. En 2016, a medida que el término se popularizó en el discurso público de los EE. UU., muchas personas que no eran nacionalistas blancos volvieron a utilizarlo, viéndolo como un término útil para referirse a los derechistas fuera del movimiento conservador dominante.
Algunos han rastreado el reconocimiento de la alt-lite, como una entidad distinta de la derecha alternativa, a lo que se considera la consolidación de la derecha alternativa como un movimiento nacionalista blanco, mientras que la alt-lite es más culturalmente nacionalista. En un discurso pronunciado en una reunión de nacionalistas blancos en noviembre de 2016, Richard B. Spencer (a quien a menudo se le atribuye la creación o popularización del término "derecha alternativa") citó la propaganda nazi y declaró: "Salve Trump, salve a nuestro pueblo, salve la victoria". Mientras que los miembros de la audiencia respondieron a esto dando saludos hitlerianos.
Posteriormente, varias figuras que habían estado vinculadas a la derecha alternativa se distanciaron de los comentarios de Spencer y sugirieron que habían surgido dos facciones de la derecha alternativa. Este fue el resultado de una "ruptura" dentro del movimiento de extrema derecha más amplio, entre aquellos que, por un lado, favorecían el nacionalismo blanco y el racismo explícito, y las fuerzas más moderadas, por el otro. Algunos miembros de este último grupo adoptaron al principio el término "nueva derecha" para describirse a sí mismos, y Mike Cernovich dijo sobre la división que "las líneas están trazadas y la fractura es más o menos completa". La Liga Antidifamación (LAD, por sus siglas en español) cree que el término "alt-lite" fue creado por miembros de la extrema derecha para distinguirse de los grupos e ideologías de derecha que apoyan la supremacía blanca y el nacionalismo blanco. Según la LAD, hay un cruce y una convergencia entre las agrupaciones de derecha alternativa y Alt-lite, lo que dificulta o imposibilita saber a qué lado de la línea teórica pertenecen.

### Etimología de Alt-lite
La división entre derecha alternativa y alt-lite recibió más atención de los medios en junio de 2017 cuando las dos facciones se encontraron divididas por el tema de la asistencia de Spencer a un mitin sobre la libertad de expresión en Washington D. C. Ciertos individuos protestaron por la participación de Spencer organizando un mitin competitivo el mismo día, y Spencer se refirió a tales individuos como "alt-lite" y dijo que "el movimiento necesita una buena purga".
La manifestación Unite the Right en 2017 exacerbó las tensiones entre la extrema derecha nacionalista blanca, que apoyó y asistió a la manifestación, y la alt-lite, que no lo hizo y expresó su desdén por ella. Breitbart se distanció de la extrema derecha y criticó a otros medios de comunicación que los describían de esa manera, al igual que Milo Yiannopoulos, quien insistió en que no tenía "nada en común" con Spencer.
La comentarista Angela Nagle describió a la alt-lite como "el puente juvenil entre la derecha alternativa y el trumpismo convencional". Ella era de la opinión de que fue la alt-lite, y no la derecha alternativa, la que utilizó con éxito las ideas de la Nouvelle Droite sobre la promoción del cambio cultural como requisito previo para un cambio político a largo plazo. Nagle caracterizó a Cernovich como una "figura importante en el medio alternativo". También caracterizó a Alex Jones como parte de ella.

## Creencias
Las personas asociadas con la alt-lite se han distanciado del nacionalismo étnico de la derecha alternativa. Al igual que con la extrema derecha, la alt-lite comúnmente muestra un amplio apoyo a Donald Trump, el nacionalismo cultural y el no intervencionismo. Muchos en la alt-lite critican o se oponen a la corrección política, el Islam, el feminismo (a veces restringido a la tercera ola), los derechos LGBT, el bienestar y la inmigración ilegal. También se considera que el movimiento participa en teorías de conspiración, incluida la propagación de la teoría de conspiración de Pizzagate, así como el apoyo al movimiento Gamergate y QAnon. Ha sido descrito como un movimiento "misógino" y "xenófobo" por la Liga Antidifamación.
Las figuras de la derecha alternativa han descrito a Breitbart News y Steve Bannon como "alt-lite" por presentar una forma diluida de ideas de la derecha alternativa.
Wired se ha referido al alt-lite como "el hermano relativamente afable de la derecha alternativa".

## Proponentes
La Liga Antidifamación ha publicado una lista de personas a las que llama alt-lite, que consiste en la escritora y presentadora de podcasts Brittany Pettibone, el activista de Maryland Colton Merwin, el candidato republicano al Senado de 2018 de Virginia Corey Stewart, el fundador de los Proud Boys Gavin McInnes, el YouTuber inglés Paul Joseph Watson, el teórico de la conspiración Jack Posobiec, el activista neozelandés Kyle Chapman, Kyle Prescott, el corresponsal conservador de la Casa Blanca Lucian Wintrich, Mike Cernovich, Milo Yiannopoulos y el expresidente de los Estados Unidos Donald Trump.